# Лука (Черкасская область)
Лука (укр. Лука) — село в Каневском районе Черкасской области Украины.
Население по переписи 2001 года составляло 413 человек. Занимает площадь 1,844 км². Почтовый индекс — 19035. Телефонный код — 4736.

## Местный совет
19035, Черкасская обл., Каневский р-н, c. Межирич